# Тиј
Тиј (1398. п. н. е. - 1338. п. н. е.) је била ћерка властелина Јаја и његове жене Таје. Венчањем са фараоном Аменхотепом III постала је египатска краљица. Касније, за време владавине Нефертити и њеног мужа, она бива поштована као врховни краљевски матријарх.

## Долазак на власт
Тијин отац био је богати земљопоседник из Акхмима, града у Централном Египту. Њена мајка била је, пак, краљевског порекла, о чему сведоче бројни високи верски кругови којима је припадала. То је, наравно, Тиј одмах препоручило краљевској круни. Познато је да је будућа фараонка имала брата по имену Анен, али савремени историчари тврде да је њен брат такође био великодостојник Ај, отац краљице Нефертити. Управо је, како кажу, његов велики утицај на двору довео његову сестру до трона. Тиј се удала за фараона Аменхотепа III у другој години његове владавине. Иако обоје врло млади, имали су најмање шесторо деце: Тутмоса, који је био предодређен за фараона али је прерано умро, Ахенатона, који је нама најпознатији по својој жени, краљици Нефертити, затим принцезе Ситамун, Хенутанеб, Бекетатен, Небита, Исет...

## Утицај
Аменхотеп III је јако поштовао своју жену, о чему сведоче бројни споменици које јој је посветио. Најпознатији споменик изграђен њој у част, налазио се у граду Сединги, у Нубији. Археолози су чак открили да је Тиј од свог мужа на поклон добила велико вештачко језеро. Он је био један од првих египатских фараона који су своју власт у потпуности делили са својим женама. Под Тијиним утицајем Аменхотеп је постао атлета и стратег, и интензивно је радио на побољшању односа Египта са другим земљама. Била је његов саветник и фараон по свему, осим по круни. Након његове смрти, мудра и још јача, Тиј је наставила да влада Египтом као помоћник свог сина Ахенатона, до његовог венчања са Нефертити. Нова владарка имала је и нове амбиције, па се млади пар из Тебе убрзо сели у нову престоницу - Амарну, а Тиј добија скромнију титулу краљевске мајке-удове и матријарха краљевске породице. Умрла је дванаест година после мужевљеве смрти, а сматра се да је сахрањена заједно са својим сином у Амарни. Ареолог Виктор Лорет је 1898. године открио мумију која је названа Старија дама. У фебруару 2010. године, утврђено је да је то Тиј, једна од најмоћнијих жена старе ере.